# Matteo Furlan
Matteo Furlan (San Vito al Tagliamento, 29 maggio 1989) è un nuotatore italiano.

## Carriera
Furlan ha iniziato a partecipare ai campionati italiani giovanili disputando le sue prime finali nel 2006. Sale alla ribalta nazionale vincendo la medaglia di bronzo nei 1500m stile libero agli assoluti estivi 2011; lo stesso anno partecipa anche agli europei in vasca corta di Stettino piazzandosi al settimo posto nei 1500m stile libero. Contestualmente Matteo Furlan si dedica al nuoto di fondo prendendo parte alla Coppa LEN a Hoorn vincendo la medaglia di bronzo nella 10 km.
Ai Giochi del Mediterraneo di Mersin 2013 il nuotatore friulano vince la medaglia di bronzo nei 1500m sl, l'anno dopo arriva il successo alla XXVII Universiade di Kazan' con la medaglia d'oro vinta nei 10 km in acque libere. Due anni più tardi è invece arrivato al secondo posto nella stessa distanza durante le Universiadi di Gwangju 2015. Reduce dalle Universiadi, Matteo Furlan vince la sua prima medaglia ai mondiali di nuoto piazzandosi al terzo posto nei 5 km ai campionati di Kazan' 2015, ottenendo successivamente il terzo posto anche nella 25 km.
Nel 2017 ha partecipato ai mondiali di Budapest, in Ungheria, dove ha vinto la medaglia d'argento nella 25 km. Tra il 2021 ed il 2024 vince due medaglie d'argento e una medaglia di bronzo a livello europeo nella 25 km di fondo.

## Palmarès
| Mondiali di nuoto          | ---                 | 5 km           | ---                | 25 km              | ---            |
| 2015 Kazan Russia          | ---                 | Bronzo 55'20"0 | ---                | Bronzo 4h 54'38"0  | ---            |
| 2017 Budapest Ungheria     | ---                 | ---            | ---                | Argento 5h 02'47"0 | ---            |
| Europei                    | ---                 | ---            | 10 km              | 25 km              | 5 km a squadre |
| 2012 Piombino Italia       | ---                 | ---            | 8º 1h 57'59"1      | ---                | ---            |
| 2014 Berlino Germania      | ---                 | ---            | 5º 1h 50'03"8      | ---                | ---            |
| 2016 Hoorn Paesi Bassi     | ---                 | ---            | 11º 1h 55'27"5     | Argento 5h 06'07"5 | ---            |
| 2018 Glasgow Regno Unito   | ---                 | ---            | 6º 1h 49'36"7      | Bronzo 4h 57'55"8  | 5º 52'53"1     |
| 2020 Budapest Ungheria     | ---                 | ---            | ---                | Argento 4h 36'05"1 | ---            |
| 2022 Roma Italia           | ---                 | ---            | ---                | Bronzo n.t.        | ---            |
| 2024 Belgrado Serbia       | ---                 | ---            | ---                | Argento 5h08'56"6  | ---            |
| Europei in vasca corta     | 1500 m stile libero | ---            | ---                | ---                | ---            |
| 2011 Stettino Polonia      | 7º 14'43"74         | ---            | ---                | ---                | ---            |
| Giochi del Mediterraneo    | 1500 m stile libero | ---            | ---                | ---                | ---            |
| 2013 Mersin Turchia        | Bronzo 15'21"19     | ---            | ---                | ---                | ---            |
| Universiadi                | ---                 | ---            | 10 km              | ---                | ---            |
| 2013 Kazan' Russia         | ---                 | ---            | Oro 1h 56'12"4     | ---                | ---            |
| 2015 Gwangju Corea del Sud | ---                 | ---            | Argento 1h 55'09"9 | ---                | ---            |

### Campionati italiani
| Anno | Edizione | st.libero 1500 m |
| ---- | -------- | ---------------- |
| 2011 | Estivi   | 3                |
| 2014 | Estivi   | 2                |

Edizioni in acque libere
| Anno | Edizione | fondo 5 km | fondo 10 km | fondo 25 km |
| ---- | -------- | ---------- | ----------- | ----------- |
| 2012 | Fondo    | -          | 3           | -           |
| 2014 | Fondo    | -          | 3           | -           |
| 2015 | Fondo    | 2          | 3           | 2           |
| 2016 | Fondo    | 2          | 3           | -           |
| 2017 | Fondo    | 3          | 3           | 2           |